# Andesina
L'andesina è un minerale, del gruppo dei feldspati, della serie del plagioclasio. È considerata una varietà dell'albite.